# エンジェル・ヘルナンデス
- アンヘル・エルナンデス

エンジェル・ヘルナンデス（Ángel Hernández、1961年8月26日 - ）は、キューバ共和国ハバナ出身のキューバ系アメリカ人の元審判員。

## 来歴
1981年にフロリダ・ステート・リーグで審判デビューを果たす。
1991年にメジャーリーグベースボール(MLB)で審判デビュー。リーグチャンピオンシップシリーズで8回、MLBオールスターゲームで3回審判を行った経験があり、2002年のワールドシリーズ、2005年のワールドシリーズでも審判としてグラウンドに立っている。
1998年のニューヨーク・メッツ対アトランタ・ブレーブス戦でのマイケル・タッカーのタッチアップを巡る誤審、2001年のシカゴ・カブス対コロラド・ロッキーズ戦でのロン・クーマーの本塁突入を巡る誤審、2013年のオークランド・アスレチックス対クリーブランド・インディアンス戦のアダム・ロサレスの長打を巡る誤審、2018年のアメリカンリーグディビジョンシリーズでの誤審の連発、ニューヨーク・ヤンキース時代の田中将大が2019年に明らかなストライクをボールと判定された直後に本塁打を浴びて負け投手となった騒動など、誤審騒動には事欠かなかった。
33年のキャリアを持つ審判であったが、ストライク、ボールの判定に難があり、多くの選手、監督、ファンから「MLB史上最悪の審判」とのレッテルを貼られていた審判員だった。2023年シーズンは怪我により10試合しか球審を務める機会がなかったが、実に161球もストライク・ボールの判定ミスを犯したとアンパイア・オーディターは集計している。
2024年5月28日に引退。引退も割増退職金の支払いによるリストラであった。